# Кепуд
Кепуд (рум. Căpud) — село у повіті Алба в Румунії. Адміністративно підпорядковане місту Теюш.
Село розташоване на відстані 270 км на північний захід від Бухареста, 18 км на північний схід від Алба-Юлії, 64 км на південь від Клуж-Напоки.

## Населення
За даними перепису населення 2002 року у селі проживали 352 особи.
Національний склад населення села:
| Національність | Кількість осіб | Відсоток |
| -------------- | -------------- | -------- |
| румуни         | 269            | 76,4%    |
| угорці         | 82             | 23,3%    |

Рідною мовою назвали:
| Мова      | Кількість осіб | Відсоток |
| --------- | -------------- | -------- |
| румунська | 270            | 76,7%    |
| угорська  | 82             | 23,3%    |